# Xylopia densiflora
Xylopia densiflora R.E. Fr. – gatunek rośliny z rodziny flaszowcowatych (Annonaceae Juss.). Występuje endemicznie w Peru. 

## Morfologia
PokrójZimozielone drzewo dorastające do 20 m wysokości. Gałęzie są owłosione.
LiścieMają lancetowaty kształt. Mierzą 7–10 cm długości oraz 2–2,5 szerokości. Nasada liścia jest ostrokątna. Liść na brzegu jest całobrzegi. Wierzchołek jest spiczasty. Ogonek liściowy jest owłosiony i dorasta do 5–6 cm długości.
KwiatySą zebrane w pęczki. Rozwijają się w kątach pędów. Działki kielicha mają owalny kształt i dorastają do 2–3 mm długości. Płatki mają podłużny kształt i dorastają do 8–10 mm długości